# Admiraal

Admiraal in de Belgische marine

Admiraal in de Nederlandse marine

Admiraal is de hoogste militaire rang in de meeste zeemachten.
Admiraal is een viersterrenrang, gelijkwaardig aan de generaal bij het leger. In Nederland was de admiraalsrang echter nog een rang hoger (zie beneden voor meer uitleg).

## Historisch
Het woord admiraal is afgeleid van het Arabische amīr-al-baḥr, dat letterlijk commandant van de zee betekent. In de periode van de kruistochten kwam het woord naar Europa, waar het als amiral of ammiraglio in de taal terechtkwam. Vermoedelijk door gelijkenis met het Latijnse admirari werd in Noord-Europa een 'd' aan de uitspraak toegevoegd.
In vroeger tijden voerde de admiraal het bevel over de vloot vanaf een schip in het centrum en liet zich daarbij assisteren door één of twee onderbevelhebbers. De oudste of meest ervaren kreeg daarbij het bevel over het voorste eskader en de jongste over de achterhoede. De onderbevelhebbers waren de viceadmiraal (Vice-admiral, Vice-amiral, Vice-almirante) en de achteradmiraal (Kontreadmiral, Konteradmiral, Contre-amiral, Contrammiraglio, Contra-Almirante, Contralmirante) of admiraal van de achterhoede (Rear-Admiral, Arrière-Amiral). Beide rangaanduidingen bestaan nog als drie-, resp. tweesterrenfuncties in de meeste zeemachten.

## Andere admiraalsrangen
Naast de viceadmiraal en de achteradmiraal kennen sommige marines nog een eensterrenfunctie als flottieljeadmiraal (Flottillenadmiral, Flottilleadmiral). Anderen hebben boven de admiraal nog een rang, zoals Admiral of the Fleet in de Royal Navy, Fleet Admiral in de US Navy, Ammiraglio d'Armata in Italië, Almirante de Armanda in Portugal, Capitán General in Spanje en Büyük Amiral in Turkije.
Deze hogere rangen zijn gelijk aan de maarschalk bij het leger en voeren maarschalksstaven of vijf sterren als rangonderscheidingsteken. De meeste landen stellen echter geen militairen aan in die functies in vredestijd. Zo werd in de US Navy voor het laatst in 1945 een Fleet Admiral benoemd.
De Duitse Kriegsmarine kende zowel een Generaladmiral als een Großadmiral. Beide functies zijn na de oorlog afgeschaft.
De schout-bij-nacht, een vlagofficier in de Koninklijke Marine is het equivalent van de Rear Admiral en Contre-amiral in andere marines. De tegenhanger van de flottieljeadmiraal wordt bij de Koninklijke Marine commandeur genoemd.

## Nederlandse admiraal
In het vlaggenprotocol van de Nederlandse marine wordt de admiraalsrang nog steeds beschreven. De admiraal voert daarin maarschalkstaven als onderscheidingsteken boven de gouden galon en is daarmee gelijkwaardig aan de veldmaarschalk en de Fleet Admiral.
De rang wordt echter niet meer genoemd in het Koninklijk Besluit van 20 juni 1956 nr. 35 (Staatsblad 361) en komt ook niet meer voor in de Standardization Agreements van de NATO (STANAG 2116). Feitelijk is de luitenant-admiraal de hoogste rang in Nederlandse marine en krijgsmacht en het Nederlandse equivalent van de Admiral in andere landen, die aan de Commandant der Strijdkrachten wordt toegekend (zoals de voormalige CdS, luitenant-admiraal Rob Bauer).
In de marine hecht men er aan dat de admiraalsrang is voorbehouden aan een Prins van het Koninklijk Huis, of zelfs aan de koning, hoewel dat nooit wettelijk is bepaald. De gedachte is waarschijnlijk ontstaan in de 19e eeuw, nadat koning Willem I de rang instelde in 1830 en zijn zoon, prins Frederik, daarin bevorderde en aanstelde als opperbevelhebber van land- en zeemacht. Prins Frederik was op dat moment Minister van Oorlog en van Marine. Bij het aftreden van zijn vader in 1840 heeft prins Frederik al zijn functies neergelegd. Een tweede benoeming volgde in 1879. Op zijn sterfbed, zes dagen voor zijn dood, werd prins Hendrik (de Zeevaarder) door zijn broer koning Willem III benoemd tot admiraal. Dat was een eerbetoon aan zijn lange carrière in de marine.
Een oudere link naar het koninklijk (toen nog prinselijk) huis dateert uit de periode van de Republiek der Zeven Verenigde Nederlanden. In 1588 werd Maurits graaf van Nassau en latere Prins van Oranje aangesteld als admiraal-generaal en benoemd tot opperbevelhebber van de vloot en voorzitter van de colleges van de Admiraliteiten. In de praktijk was de functie verbonden aan het ambt van stadhouder.

## Admiraalsrangen naar anciënniteit
Hieronder volgt een vergelijking, in rangorde, tussen diverse admiraalsrangen. De lijst is fictief: de verschillende rangen hebben niet altijd naast elkaar bestaan.
| Admiral of the Navy \| Admiraal-generaal                              |
|                                                                       |
| Admiral of the Fleet \| Fleet Admiral \| Großadmiral \| Admiraal (NL) |
|                                                                       |
| Generaladmiral \| Luitenant-admiraal-generaal                         |
|                                                                       |
| Admiral \| Luitenant-admiraal                                         |
|                                                                       |
| Vice Admiral \| Viceadmiraal                                          |
|                                                                       |
| Rear Admiral \| Achteradmiraal \| Schout-bij-nacht                    |
|                                                                       |
| Commodore \| Flottieljeadmiraal \| Commandeur                         |